# Беј Сити (Тексас)
Беј Сити (енгл. Bay City) град је у америчкој савезној држави Тексас. По попису становништва из 2010. у њему је живело 17.614 становника.

## Демографија
Према попису становништва из 2010. у граду је живело 17.614 становника, што је 1.053 (5,6%) становника мање него 2000. године.
| Група             | 2000.         | 2010.         |
| Белци             | 8.612 (46,1%) | 6.891 (39,1%) |
| Афроамериканци    | 3.221 (17,3%) | 2.818 (16,0%) |
| Азијати           | 165 (0,9%)    | 144 (0,8%)    |
| Хиспаноамериканци | 6.484 (34,7%) | 7.639 (43,4%) |
| Укупно            | 18.667        | 17.614        |